# Norma Jean and Marilyn
Pour plus de détails, voir Fiche technique et Distribution.
Norma Jean and Marilyn est un téléfilm américano-britannique réalisé par Tim Fywell, sorti en 1996.

## Synopsis
Le film suit la jeune Norma Jean, la future actrice connue sous le nom de Marilyn Monroe, rêvant de gloire.

## Fiche technique
- Titre : Norma Jean and Marilyn
- Réalisation : Tim Fywell
- Scénario : Jill Isaacs d'après le livre Goddess d'Anthony Summers
- Musique : Christopher Young
- Photographie : John Thomas
- Montage : Glenn Farr
- Production : Guy Riedel
- Société de production : HBO
- Pays :  États-Unis et  Royaume-Uni
- Genre : Biopic et drame
- Durée : 139 minutes
- Première diffusion : 
  -  États-Unis : 18 mai 1996

## Distribution
- Ashley Judd : Norma Jean Dougherty
- Mira Sorvino : Marilyn Monroe
- Josh Charles : Eddie Jordan
- Ron Rifkin : Johnny Hyde
- David Dukes : Arthur Miller
- Peter Dobson : Joe DiMaggio
- Taylor Nichols : Fred Karger
- John Rubinstein : Darryl F. Zanuck
- Allan Corduner : Billy Wilder
- Dana Goldstone : Lee Strasberg
- Micole Mercurio : Mozelle Hyde
- Lindsay Crouse : Natasha Lytess
- John Apicella : Milton Krasner
- Dennis Bowen : Tom Kelley
- Nancy Linehan Charles : Bette Davis
- Jeffrey Combs : Montgomery Clift
- Kevin Bourland : David March
- Steven Culp : Robert F. Kennedy
- Lou Cutell : Henry T. Weinstein
- Joe D'Angerio : Whitey Snyder
- Marianne Davis : Norma Jean jeune
- Edith Fields : Nana Karger
- Yvette Freeman : Hazel Washington
- David Drew Gallagher : Danny Greenson
- Beth Grant : Grace Goddard
- Alex Henteloff : Dr. Gurdin
- Lise Hilboldt : Sylvia March
- Neil Hunt : George Sanders
- Ivan Kane : Lefty ODoul
- Sandra Ellis Lafferty : Inez Melson
- Michael Laskin : Sidney Skolsky
- Floyd Levine : Spyros Skouras
- Herb Mitchell : Ben Lyon
- Virginia Morris : Dr. Marianne Kris
- Marianne Muellerleile : Mme. Dewey
- Kelsey Mulrooney : Norma Jean enfant
- Christopher Murray (en) : Doc Goddard
- Erika Nann : Jane Russell
- Audrie Neenan : Sylvia Barnhart
- Terrence O'Connor : Gladys Baker
- Michael O'Neill : M. Kimmel
- Howard Platt : Howard Hawks
- Mary Portser : Adrian Wallingford
- Alyson Reed : Natalie Kelly
- John Roselius : Earl Moran
- Peter Sands : Peter Lawford
- Sam Shamshak : Ted Lewis
- Perry Stephens : John F. Kennedy
- Carol Swarbrick : Emeline Snively
- Wendy Worthington : Mme. Gifford

## Distinctions
Le film a été nommé pour 2 Golden Globes et 5 Emmy Awards.